# الجماعة الاقتصادية لدول منطقة البحيرات الكبرى

الإتحاد الأفريقي، هو إتحاد قاري يتكون من 55 بلد في أفريقيا.

الجماعة الاقتصادية لدول منطقة البحيرات الكبرى (بالفرنسية: Communauté Économique des Pays des Grand Lacs)، هي منظمة شبه إقليمية لأغراض متعددة تم إنشاؤها من خلال التوقيع على اتفاق غيسيني في رواندا في 20 سبتمبر 1976، تهدف إلى ضمان سلامة الدول الأعضاء وتفضيل إنشاء وتطوير الأنشطة ذات المصلحة العامة وتعزيز التجارة والاتجار بين الأشخاص والممتلكات وإقامة تعاون وثيق بين جميع مجالات الحياة السياسية والاقتصادية والاجتماعية.
وهي تتألف من ثلاثة أعضاء: بوروندي وجمهورية الكونغو الديمقراطية (المعروفة سابقًا باسم زائير) ورواندا. والغرض الرئيسي منها هو تعزيز التعاون الاقتصادي الإقليمي والتكامل.
تشرف الجماعة على المؤسسات التالية:
- مصرف التنمية لدول البحيرات الكبرى (BDEGL)
- الجماعة الاقتصادية لبلدان البحيرات الكبرى للطاقة (EGL)
- معهد البحوث الزراعية وتربية الحيوان (IRAZ)
- الجمعية الدولية للكهرباء في منطقة البحيرات الكبرى (SINELAC)